# バケツでごはん
『バケツでごはん』は、玖保キリコによる日本の漫画。『ビッグコミックスピリッツ』（小学館）に1993年から1996年まで連載された。単行本は全8巻（ビッグコミックススペシャル）。

## 作品概要
たくさんの人でにぎわう上野原動物園。その動物達は実は地下鉄で通勤しており、お客さんを喜ばせるためのエンターテイナーとして勤務していた。人間社会には秘密裏に形成されている動物たちの世界の中で、人間社会と変わらない恋愛や動物関係が繰り広げられる。動物園の動物達を擬人化して描き、サラリーマンの悲哀、幼児虐待、貧富の差、ジェンダー、同性愛（ゲイ）等の幅広いテーマを取り上げている。
また、アニメ化に合わせて『小学六年生』1996年4月号 - 9月号に傑作選が連載された。その後、『アニマルマニア』第2巻に番外編「バケツでごはん んぴっ!」「フラジーの妄想日記」が掲載されている。

## 登場キャラクター

### 上野原動物園

#### ペンギン
ギンペー
声 - 長沢直美
主人公。関西弁を喋る浪花節的な性格の王様ペンギン。両親が巡業サーカスに勤めていた影響で小さい頃から全国を渡り歩き（生まれは横浜）、自身もサーカスに勤務していたが、スカウトされて上野原動物園に中途入社した。目つきは悪いが、どんなに体調が悪くとも勤務中には営業スマイルを欠かさないプロ根性の持ち主で、仕事については自分にも他人に対しても厳しい。序盤は動物園には中途採用なのに同僚に親分肌っぽく接する姿を批判されていることを知ったり、大阪出身であるアシカの山田からは、話す言葉を「けったいな関西弁」と一蹴されたり（幼い頃に全国を巡った影響で各地の方言が混ざってしまった）して苦悩することも多い。物語中盤でミントに一目惚れするが、周囲だけでなくやミント自身からもミントを嫌っていると誤解されていた。その誤解は解けたものの、ミントは弟分のサンペーと電撃的に結婚。同じくミントに失恋したチェザーレとはこれを縁に親友となる。ピンキーとは、ピンキーが街で貧血で倒れたところをたまたま通りかかって介抱した（ただし、ギンペーが気を使って両親が助けた形にしたため、ギンペー自身が助けたことにピンキーが気づくまで紆余曲折があった）ことをきっかけにお互いに意識するようになったが、仲は一向に進展せず、やきもきした同僚たちが「ギンペー・ピンキー問題対策委員会」を立ち上げたり、両親が裏工作するなど周囲がおぜん立てをした。終盤でピンキーがプロポーズより先に卵を産んだことを知って気絶したが、彼女とできちゃった結婚し、ボンペーが生まれる。
サンペー
声 - 伊藤美紀
ギンペーの同僚で弟分。ギンペーよりも後に入社。芸に真剣で妥協しないギンペーを尊敬し慕っており、そのため「三平」から「サンペー」に改名したり、ギンペーと仲良くなったチェザーレに嫉妬したりする。ギンペーの関西弁を「ギンペー弁」と命名。かなり天然なところがあり、ギンペーがミントに惚れていることも全く気付いていなかった（むしろ嫌っているのではと思っていた）。酒は一杯が限界で、これ以上飲むと倒れてしまう。両親を幼い時に亡くし、田舎の雪国に住む祖母に育てられた。後に、貧血で倒れたミントを偶然助けたことから急接近し、職場結婚する。
チェザーレ=スカタン
声 - 難波圭一
ギンペーの同僚で親友。キザなプレイボーイで、トリートメントやパックなど自分自身の手入れは欠かさない。面食いで見栄っ張り。女性とのデートにはお金をかけるが男性にはケチ。ギンペーとは正反対のところがあり、当初はそれほど親しいわけではなかったが、ミントという共通の相手に失恋したことで意気投合し親友となる。周囲にはギンペーと恋仲ではないかと誤解された。駆け落ち癖のある湿子に捨てられた時は相当なショックを受けて心に傷を負った。後に酔った勢いで一夜を共にした小雪から付きまとわれるようになり、理想の女性像とのギャップに悩みつつも邪険にできず交際を続けた。加代からの「料理上手で優しい女が一番」という忠告を聞いて小雪との結婚を決心する。
一（はじめ）、氷室（ひむろ）、十兵衛（じゅうべえ）、ピー助（ぴーすけ）
声 - くまいもとこ（一）、柏倉つとむ（氷室）、小形満（十兵衛）
ギンペーの同僚。一は目が一の字の様な顔で、恋人がいる。氷室は目がぱっちり丸く既婚。十兵衛は目が十の字の様な顔で既婚だったが、後日談では独身になっている。ピー助には眉毛がある。
ミント
声 - 三石琴乃
上野原動物園のペンギンの中ではアイドル的存在のジェンツーペンギン。病気のため休養していたが職場復帰する。後にサンペーと恋仲になり結婚退職する。サンペーがギンペーを慕う姿に嫉妬することもある。料理好きにもかかわらず極度の味オンチで当初はとてつもなくまずい料理しか作れなかったが、料理道場「虎の穴」で修業をしてプロ並みの腕前となり、さらには料理タレントとして活動するようになる。
セクシー3 / パオラ、ピンキー、ペギー
退職したミントの穴を埋めるべく中途採用された女ペンギン3人組。その美貌ゆえにそれぞれ職場でセクハラ等のトラブルに遭い何度も転職を余儀なくされていたが、同じ境遇の彼女たちが偶然出会って意気投合しグループを結成した。上野原動物園でもトラブルを防ぐため同僚との個人的な付き合いを避けていた。しかし、真剣な恋愛は禁止していなかったため、ピンキーがギンペーと結婚している。
ボンペー
ギンペーとピンキーの息子。怒ったような顔をしているが、人前ではギンペーなみの営業スマイルを見せる。卵からかえって最初に見たタボンに一番なつく。後に動物園デビューの後日談が掲載された。

#### その他の動物
寅二（とらじ）
声 - 立木文彦
トラ。場を仕切るのが大好き。双子（寅男と寅彦）が生まれてからは、育児日記をつけたり双子の大誕生会を開いたりとかなりの親バカになり、子供を自慢するために何かにつけプランを考えて暴走する。酒の飲み方は女の子達とパーッと騒いで飲むのが好み。
リヒャルト
声 - 安井邦彦
ライオン。名家ガルルブルグ家に育ったエリートで、立ち居振る舞いや趣味は落ち着き洗練されている。高級スーツを愛用する。酒の飲み方は静かな場でシックに飲むのが好み。
黒田さん（くろださん）
声 - 石井康嗣
黒ヒョウ。フラジーとミミの片思いの相手であり、2人が張り合って持参した手作り弁当のせいで食中毒になった。離婚歴あり（妻に逃げられたらしい）。寡黙で見かけはクールだが、中身はかなり野暮ったい男のようである。子供好き。後に女装趣味に目覚め、ミミやフラジーと組んで（フラジーは本当に女性だが）「ビューティー3」を結成。
オプチ、ペシミ
声 - 肥後誠（ペシミ）
クマ。シロクマのオプチは常に楽観的で笑顔、ハイイログマのペシミは常に悲観的で沈んだ表情をしており声も小さい。容姿も性格も正反対であるが、仲が良く男同士で同居している。ペシミの好物はプープーハチミツ。
アルゲリータ
声 - くまいもとこ
ワニ。男女間で問題があると常に先頭に立って意見を言う女性。男性に厳しい。
グッテンバーグ
声 - 長島雄一
カバ。通称グッタン。寝ていることが多い。自宅には眠くなったとき用の長椅子が所構わず置かれている。
シマ豊作（しまほうさく）
声 - 小形満
シマウマ。通称シマくん。長らくフラジーに片思いしていたがシマウマの恋人（シマ子）ができる。
フラジー
声 - 水谷優子
キリンの女の子。白馬に乗った王子様を待つような夢見る乙女で、妄想癖があり日記にも妄想をよく書くが、酔うと正論を語る。黒田さんに片思いしており、自分に思いを寄せるシマくんには興味がない。同じ黒田さんを狙うミミとは仇敵の間柄だったが、いがみあううちにいつの間にか女同士?で意気投合する。アニメでは、「来週は、どんなお話になるのかしら?フ～ン。」というナレーションで締めていた。
ロン、ポン、リーチ、ドーラ
声 - 玄田哲章（ロン）、石川寛美（リーチ）
ジャイアントパンダの家族。ロンが父親でポンが母親。リーチは一人息子だったが後に妹のドーラが生まれた。
上野原動物園に破格の条件でヘッドハンティングされてきた。ロンはエリート意識が強くプライドが高い性格であり、パンダは動物園で何も芸を披露しなくても寝ているだけで大勢の客を呼べるため、玉乗りを密かに習得したリーチのことを叱責した。経費節減を進める動物園側の待遇に不満を持つようになった一家は、独立してパンダ園を作る。しかし、徐々に経営が苦しくなりロンは自暴自棄から蒸発、ホームレスになる。ポンは夫の蒸発に強いショックを受け一時体調を崩しがちになってしまう。リーチはそんな母を健気に支え、動物園での仕事以外にも子供ながらに副業でアルバイトをし、更には家事までこなしている。後にロンはリーチの身を案じて動物園に復職し、性格もかなり丸くなる。
ミミ
声 - 神田うの
ミンク。外見と性格は女の子な男性。上野原動物園には中途採用で入社する。職場の付き合いを仕事ではないからと断るドライな性格で、ギンペーとはソリが合わないが、自分をかわいく見せることと、そのための努力を惜しまないプロ根性の持ち主（その点はギンペーも認めている）。恋愛において女性に負けないためにも自分磨きを怠らず、家事も完璧にこなせる。黒田さんを巡ってフラジーとよく張り合っている。
ローリー
声 - 葉月パル
スレンダーロリス。ミミと共に上野原動物園に中途採用で入社。とても性格が良い好青年。同期であるミミとはよく食事を共にすることがある。趣味はカレー作り。

#### 人間
加藤さん（かとうさん）
声 - 肥後誠
上野原動物園の従業員で、動物たちのよき同僚であり相談相手であるが、個性の強い彼らをまとめるのに苦慮することもしばしば。仕事が多忙で小学生の娘となかなか遊べないのが悩みだったが、動物たちの全面協力により動物園を娘に案内して楽しませることができた。
園長〈仮称〉
声 - 辻村真人
上野原動物園の園長。父親もかつて動物園の園長だった。弱気な性格で、ロン一家の雇用条件に輪をかけた法外な要求等にも当初言いなりだったが、ギンペー達動物の面々と接しているうちにある程度自信をつける。のちにギンペーたちの要望に負けて（動物達従業員の私用スペースの拡大目的により）園長室を移動させられた。アニメでは園長室の壁を物理的に壊され思わず気絶した。
桜樹麗奈（さくらぎれいな）
医務室担当の女医（派遣）。健康管理に非常に厳しい。特別な通行パスを持っているため動物界まで患者を監視しにくる。

### 上野原動物園以外の動物
お父ちゃん / 藤吉（とうきち）、お母ちゃん / 加代（かよ）
声 - 長島雄一（藤吉）、たちのまさみ（加代）
ギンペーの両親。夫婦仲のよいおしどりペンギン。芸人で、あちこちの地方を巡業していた。ギンペーがさまざまな地方混じりの関西弁で話すのはこの父母の影響。二人揃って何かとギンペーの家に押しかけてくる。現在は芸人としての活動からは退いているが、失踪したロンを捜索する為にホームレスに変装して共に生活したり、上野原動物園の動物スタッフ公募に応募したりするなど、かなり行動的でギンペーを困惑させる事も多い。藤吉は鍋奉行で、鍋になると性格が変わる。加代の作るハレホレ漬けは絶品で、ギンペーをはじめファンが多い。ギンペーの結婚披露宴では夫婦で見事な曲乗りを披露した。孫のボンペーにも、自分たちを「お父ちゃん」「お母ちゃん」と呼ばせている（ギンペーとピンキーは「おとん」「おかん」と呼ばせた）。
小雪（こゆき）
ミントの友達のジェンツーペンギンで、サンペーとミントの披露宴の際にチェザーレと知り合う。実は大財閥である南海コンツェルンの娘。大柄でお世辞にも美人とはいえないしもぶくれの容姿をしているが、心優しく一途に尽くす性格で料理上手。最終的には面食いのチェザーレのハートを射止めて結婚する。
湿子（しめこ）
駆け落ち癖のある魔性の女ペンギン。周囲から反対されないと恋愛できない性格で、両親を困らせている。うなじの毛とうるんだ瞳に翻弄される被害者が後を絶たず、チェザーレと街で再会した時にも郡山さんという新たな男ペンギンを連れていた。
セージ〈父〉、ローズマリー〈母〉
声 - 安井邦彦（セージ）、山口由里子（ローズマリー）
ミントの両親。ミントと同居しているため、彼女の作る激マズ料理に日々苦悩している。ミントが作る料理の被害者を出さないため、彼女が連れてくるボーイフレンドを自宅にあげる前に何かと理由をつけて帰らせている。
バジル
声 - 肥後誠
ミントの従兄。ミントにデート相手がいない時に彼女とデートをしてあげている。
ズブロフスキー
声 - 江原正士
オオカミで、通称ズブさん。エリートの勤務先である動物園に勤める必要がないほどの大金持ちで、高層マンションの最上階に家を構え執事や庭師らと共に住んでいる。母親の死を期に上野原動物園を辞め（ギンペーが勤務し始めてからすぐに退職）、家具のリサイクル工房を運営している。Ｗカフェのオーナーでもある。母親の死後は親類がなく天涯孤独の身になったが、タボンを拾い家族として育てている。終盤には家具職人の長期修業に行く。
タボン
声 - くまいもとこ
ブタの子供。傷だらけの姿でゴミ置き場に捨てられていた。アル中の母親に酷い虐待を受けたトラウマで心を閉ざしていたが、ズブさんとの生活を通じて本来の子供らしさと明るさを取り戻していく。虐待のストレスの影響で食欲が凄まじく倒れるまで食べ続けることもあったが、児童施設ニコニコ園に通い始めてからは絹子と言うガールフレンドができ、おやつを分けてあげたいと言える程改善する。兄になるリーチを羨んで、一時ズブさんの嫁探しまでもしていたが、ボンペーに一番懐かれ、兄貴分になることが叶った。
ハンス
オオカミ。ズブロフスキー家で執事を務める年配の男性。冷静そうな雰囲気だが、タボンの親が捜索願を出していないと知った時は血圧を心配されるほど憤慨していた。
ハンナ
オオカミ。ズブロフスキー家の家事を取り仕切る年配の女性。タボンを子か孫の様に可愛がっている。唯一の親族に姪がいて、彼女のお産に立ち会うため留守にしたことがあった。
ペーター
イヌ。ズブロフスキー家でコックを務める男性。
ゴードン
イヌ。ズブロフスキー家で庭師を務める男性。タボンは植物に興味を示してゴードンの庭仕事の手伝いをする。
ミケミ
ネコ。気の強い専業主婦。ギンペーの隣家で夫のサブちゃんと暮らしている。昔は「めざまし町の猫小町」と呼ばれたらしい。上野原動物園が新たな動物を募集した時に提出した履歴書によれば、趣味・特技は掃除である。3人いる姉は全員が大食漢で肥満体で遠慮がなく、ミケミすら気圧される。
サブちゃん
ミケミの夫である三毛猫。ミケミには頭が上がらない恐妻家。
おまわりさん
声 - 石井康嗣
イヌ。警察官。職業が職業なだけに真面目な性格だが、それゆえに、ギンペーたちの不審な行動に頭を悩ませている。
ケン
サル。「串焼きケンちゃん」のオーナー。弟はＷカフェのウエイター。ホラをよく吹き、ギンペーやチェザーレを困らせたこともある。料理に関しては作れないものはないと豪語する腕前で、リーチが母親のポンに好物である「笹蒸し」をご馳走しようとしていると動物園内で話題になった際には店に客として来ていたチェザーレに作れるかと訊かれ容易く作ってみせた。
もも子（ももこ） / もも太（ももた）
ゴリラ。ゲイバー「どんぞこ」のママ。料理の腕はゲイ仲間で一番。人を見る目があり、湿子よりも小雪がチェザーレにふさわしい相手であることを見抜いた。化粧を落とすと性格も男っぽくなる。
よっちゃん
オランウータン。仕事で失敗したために家を出たホームレス。ホームレスになったロンを受け入れ行動を共にした。家出直後に幼い息子が彼を捜して身体を壊し死んだ過去があり、ロンには家族のもとへ帰る様に強く説得した。その後、息子の所へ旅立つ。
ミハイル
リヒャルトの兄であるライオン。リヒャルトとは対照的に奔放な性格で、ロックミュージシャンを目指している。但し、ハーモニカもろくに吹けない。
山田さん（やまださん）
声 - 長島雄一
アシカ。愛称はタロちゃん（フルネームは不明）。大阪にあるナニワ動物園に勤務。プライベートでは常時サングラスをかけている。初めはギンペーから良く思われていなかったが、お互いの仕事に対する真摯な姿勢を認めて尊敬しあう仲になる。母親の友だちのペンギンは藤吉・加代の古くからの知り合いだった。

## 用語
上野原動物園
ギンペーたちが通勤する動物園。元ネタは東京の上野動物園。

## テレビアニメ
1996年1月8日から同年6月24日まで毎週月曜日の19:00から19:30の時間帯において讀賣テレビ放送の制作により日本テレビ系列（四国放送・高知放送・テレビ宮崎を除く）でテレビアニメが放送された。全20話。映像ソフト化は1997年にバップからVHSがリリースされたが、現在は廃盤となっており、入手は困難となっている。
2022年現在、DVD版・Blu-ray版はリリースされておらず、ネット配信されている。
2000年7月17日から2001年3月23日まで『おはスタ』（テレビ東京）内にて再放送のような形で放送された。

### 声優
- ギンペー - 長沢直美
- サンペー - 伊藤美紀
- チェザーレ - 難波圭一
- 染五郎 - 三木眞一郎
- 氷室 - 柏倉つとむ
- 十兵衛、シマ - 小形満
- 一（はじめ）、アルゲリータ、タボン、ミヨ - くまいもとこ
- フラジー - 水谷優子
- 寅二、サブ - 立木文彦
- リヒャルト、セージ - 安井邦彦
- ケン、アーネスト、ローリー - 葉月パル
- ミケミ、ローズマリー - 山口由里子
- お母ちゃん（加代） - たちのまさみ
- お父ちゃん（藤吉）、グッテンバーグ、山田さん - 長島雄一
- 加藤さん、ペシミ、ペンミ、バジル - 肥後誠
- 黒田さん、おまわりさん - 石井康嗣
- ロン - 玄田哲章
- 園長 - 辻村真人
- リーチ - 石川寛美
- ミントちゃん - 三石琴乃
- ズブさん - 江原正士
- ミミ - 神田うの
- ピエール - 高木渉
- ナレーション - さやか

### スタッフ
- 原作 - 玖保キリコ（小学館『ビッグスピリッツコミックス』刊）
- スーパーバイザー - 小鷲夏之、秋本武英、板谷真人
- 原案協力 - 新井利幸、袖崎友和、野中千織（小学館『週刊ビッグコミックスピリッツ』編集部）
- 企画協力 - 塚原伸郎（小学館キャラクター事業センター）・福中靖（東映エージェンシー）
- シリーズ構成 - 中瀬理香
- キャラクターデザイン / 総作画監督 - 小林ゆかり
- 文芸 - 小出一巳
- オープニングアニメーション - 櫻井美知代
- 美術監督 - 阿部行夫
- 背景 - スタジオじゃっく
- 色彩設計 - 岩井田洋子
- 特殊効果 - 前川孝・林好実・山本公
- 撮影監督 - 岡崎英夫
- 撮影 - IMG
- 編集 - 井上和夫
- 音楽 - 京田誠一
- 音響監督 - 三間雅文
- 効果 - 佐々木純一（アニメサウンドプロダクション）
- 録音 - 堀田英二
- キャスティング協力 - 81プロデュース
- 音響プロデューサー - 中野徹
- タイトル - マキ・プロ
- 現像 - IMAGICA
- 設定製作 - 長岡由美子
- 製作管理 - 関口重晴
- 音楽協力 - 読売テレビエンタープライズ
- 振付アドバイザー - 宮崎京子
- 広報 - 村田真哉、蔭山衣子（よみうりテレビ）、阿部真一郎（日本テレビ）、大関雅人
- アニメーションプロデューサー - 松崎義之
- プロデューサー - 清水紀陽士（よみうりテレビ）・中沢利洋（小学館プロダクション）
- シリーズ演出 - 棚橋一徳
- 演出協力 - 四分一節子
- 監督 - 出﨑哲
- 製作 - よみうりテレビ・小学館プロダクション・マジックバス

#### ノンクレジット
- 広告代理店 - 東映エージエンシー

### 主題歌
- オープニングテーマ
  - 「シアワセの王様」（歌：Papa Lunch Mama、作詞：山田ひろし、作曲・編曲：小森田実）
- エンディングテーマ
  1. 「さみしくないよね」（第1話〈1996年1月8日〉 - 第10話〈1996年3月11日〉）（歌：山本綾、作詞：小室みつ子、作曲：木根尚登、編曲：森俊之）
  2. 「あにまるRock'n Roll」（第11話〈1996年4月15日〉 - 第20話〈1996年6月24日〉）（歌：神田うの、作詞：神田うの・片岡香奈子、作曲：片岡香奈子、編曲：井上鑑）
- 挿入歌
  - 「あなたのハート揺さぶって」（歌：山本綾、作詞：小室みつ子、作曲・編曲：京田誠一）
  - 「Rolling Animals」（歌：Papa Lunch Mama with 玖保キリコ、作詞：小室みつ子、作曲・編曲：小森田実）

### 各話リスト
| 話数 | サブタイトル                         | 脚本     | 絵コンテ   | 演出         | 作画監督       | 放送日        |
| ---- | ------------------------------------ | -------- | ---------- | ------------ | -------------- | ------------- |
| 1    | オレ、ペンギンのギンペーや!          | 星山博之 | 四分一節子 | 棚橋一徳     | 小林ゆかり     | 1996年 1月8日 |
| 2    | こてこてアシカがブリブリするんや     | 土屋理敬 | 石黒昇     | 北川正人     | 朝倉隆         | 1月15日       |
| 3    | パンダってエラそうなやつやったんや   | 面出明美 | 小田原裕二 | 石踊宏       | 松本勝次       | 1月22日       |
| 4    | ラブラブシャワーでフラジー胸きゅん   | 土屋理敬 | 四分一節子 | 木宮茂       | しまだひであき | 1月29日       |
| 5    | お父ちゃんには女心がわからんのや     | 星山博之 | 高野カリン | さかいしんじ | 鈴木伸一       | 2月5日        |
| 6    | 天使のようなミントちゃんにクラクラ   | 面出明美 | 四分一節子 | 棚橋一徳     | 川口幸治       | 2月12日       |
| 7    | 動物園って恋のキケン地帯だったのね   | 土屋理敬 | 石黒昇     | 北川正人     | 朝倉隆         | 2月19日       |
| 8    | 子パンダ・リーチがノリノリ玉のりや   | 星山博之 | 四分一節子 | 西本由紀夫   | 香西隆男       | 2月26日       |
| 9    | お母ちゃんかてメンセツうけるんや     | 土屋理敬 | 石踊宏     | 石踊宏       | 松本勝次       | 3月4日        |
| 10   | ミントちゃんに恋人がいたなんて…!!    | 面出明美 | 高野カリン | 木宮茂       | しまだひであき | 3月11日       |
| 11   | なまいきミンクはラブラブライバル     | 土屋理敬 | 四分一節子 | さかいしんじ | 小林ゆかり     | 4月15日       |
| 12   | お味見は結婚するまでオアズケよ       | 五武冬史 | 石踊宏     | 石踊宏       | 松本勝次       | 4月22日       |
| 13   | エアロビ教室はラブラブパニック!!     | 土屋理敬 | 西本由紀夫 | 西本由紀夫   | 小野ひろみ     | 4月29日       |
| 14   | パパがじゃまするキケンな恋のかくし味 | 面出明美 | 四分一節子 | 木宮茂       | しまだひであき | 5月13日       |
| 15   | 子づれオオカミは恋のキューピッド?    | 土屋理敬 | 四分一節子 | 北川正人     | 朝倉隆         | 5月20日       |
| 16   | メラメラ恋の炎はオンナのイジよ       | 五武冬史 | 木村真一郎 | さかいしんじ | 小林ゆかり     | 5月27日       |
| 17   | ウソつきコアラをナンパでツイセキ     | 土屋理敬 | 石踊宏     | 石踊宏       | 松本勝次       | 6月3日        |
| 18   | パパ待つパンダを元気づけるんや       | 土屋理敬 | 西本由紀夫 | 西本由紀夫   | 小野ひろみ     | 6月10日       |
| 19   | 家出の子ブタはリンゴでつるんや       | 面出明美 | 前島健一   | 織田美浩     | しまだひであき | 6月17日       |
| 20   | 恋のぬけがけゲットはゆるさんで!!     | 土屋理敬 | 四分一節子 | 棚橋一徳     | 小林ゆかり     | 6月24日       |

## CM
- タイカン - セガカラのテレビCM (1996年)
  - CMの中では、ギンペーが「タイカン タイカン 何の会社？ タイカンなんて知らん、知らん、知らん」と歌いながら踊る。
  - 「タイカン タイカン カラオケの会社」と歌うバージョンもある。